# 长江路 (南京)
长江路是位于南京市中心玄武区的一条东西向马路，长1821米、宽43米，设六车道。西起中山路，东至汉府雅苑，与南面的中山东路和北面的珠江路大体平行，与洪武北路、太平北路等南北向道路相交。

## 历史
长江路在明清时期称为大仓园。1927年，国民政府定都南京后就设在原来的两江总督署。1930年将路面拓宽到28米，取名国府路，并种植了从上海购买的悬铃木。汪精卫政府时改名维新路。1945年以后改名林森路。1949年以后改名长江路。

## 沿线建筑
长江路沿线分布着毗卢寺、梅园新村纪念馆、总统府、中山广场、南京图书馆、江宁织造府、江苏省美术馆、南京人民大会堂、文化艺术中心等十大历史文化建筑，是南京市重点打造的文化特色街。中段人民大会堂对面南段新建了500米长的文化艺术长廊，雕塑、小品突出六朝文化、石刻浮雕、民国文化等主题内容。